# Arpenteuse d'automne
Alsophila pometaria
Espèce
Alsophila pometaria est une espèce de lépidoptères de la famille des géométridés originaire d'Amérique du Nord. Sous sa forme chenille, elle est appelée Arpenteuse d'automne, elle peut envahir de vastes territoires.

## Nutrition
Sous forme larvaire l'espèce dévore les feuilles de divers arbres : l'érable à sucre, érable rouge, chêne rouge, orme d'Amérique, tilleul d'Amérique, frêne blanc, érable negundo, peuplier faux-tremble.